# Прончищев, Василий Васильевич
Васи́лий Васи́льевич Про́нчищев (1702 — 29 августа (9 сентября) 1736) — русский полярный исследователь Арктики и морской офицер.

## Биография
Родился в 1702 году в усадьбе Богимово Тарусского уезда (в 12 километрах от города Алексина; ныне — в Ферзиковском районе Калужской области) в дворянской семье Прончищевых. Был пятым ребёнком в семье. В апреле 1716 года поступил учеником в Навигацкую школу в Москве, располагавшуюся в Сухаревской башне.
В 1718 году был переведён в Санкт-Петербург в Морскую академию (учился с Челюскиным, Харитоном и Дмитрием Лаптевыми) и в марте 1718 года стал гардемарином. Был одним из лучших учеников Академии. С 1718 по 1724 год ходил штурманским учеником на Балтийском флоте на шнявах «Диана» и «Фалк», бригантине «Бернгардус», на кораблях «Ягудиил», «Уриил», «Принц Евгений», гукоре «Кроншлот». В 1722 году участвовал в Персидском походе Петра.
В 1727 году произведён в подштурманы. Вошёл в комиссию по аттестации чинов флота. В 1730 году представлен к званию штурмана 3 ранга. Василий Прончищев служил на пакетботе «Почтальон», совершавшем регулярные рейсы Санкт Петербург — Любек. В 1732 году служит на корабле «Фридрихштадт», на фрегате «Эсперанса».

### Ленско-Енисейский отряд Великой Северной экспедиции

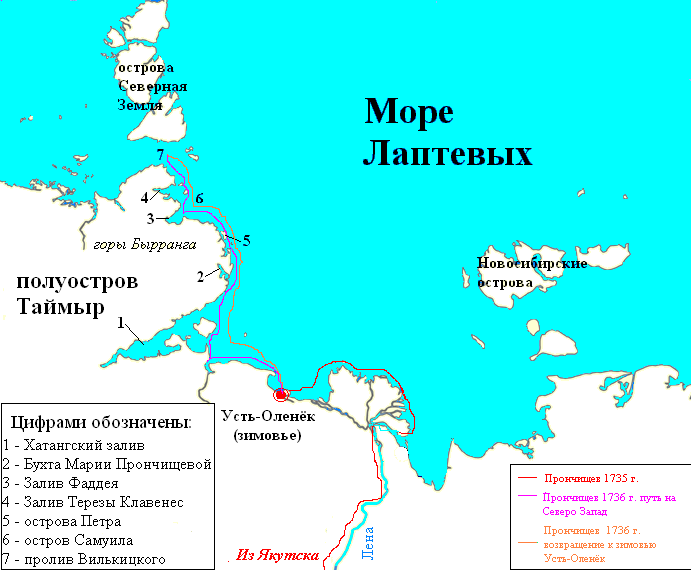
Путь экспедиции Прончищева в 1735 и 1736 гг.

В 1732 году Прончищев подал прошение о зачислении в состав Великой Северной экспедиции. В 1733 году он был произведён в лейтенанты и зачислен в состав Великой Северной экспедиции, это ускорило его свадьбу с Татьяной Кондыревой. Поскольку экспедиция была рассчитана на 6 лет, многие из офицеров и некоторые из нижних чинов ехали в Сибирь в сопровождении семей. Также поступил и Прончищев, взяв с собой жену. В 1733 году он отправился из Петербурга в Москву, далее — в Тобольск, откуда отправился далее в Якутск, куда и прибыл в мае 1734 года. Конец 1734 года прошёл в подготовке экспедиции, Прончищев стал начальником отряда, который должен был найти морской путь из Лены в Енисей, для этого он должен был обогнуть совершенно неизвестный тогда полуостров Таймыр.
30 июня 1735 года Прончищев отправился из Якутска вниз по Лене на дубель-шлюпке «Якутск». «Якутск» имел длину 21,4 метра, ширину 4,6 метра, осадку 2,1 метра и мог ходить под парусами и на вёслах. Рулевое управление — румпельное с талями на крыше надстройки, имевшейся на юте, двенадцать пар вёсел и парусное вооружение, подобное тендерному. На борту имелось два ялбота, на палубе были установлены четыре трёхфунтовых фальконета, изготовленных на демидовском заводе. Экипаж «Якутска» составлял 57 человек, в том числе штурман Семён Челюскин и геодезист Никифор Чекин.

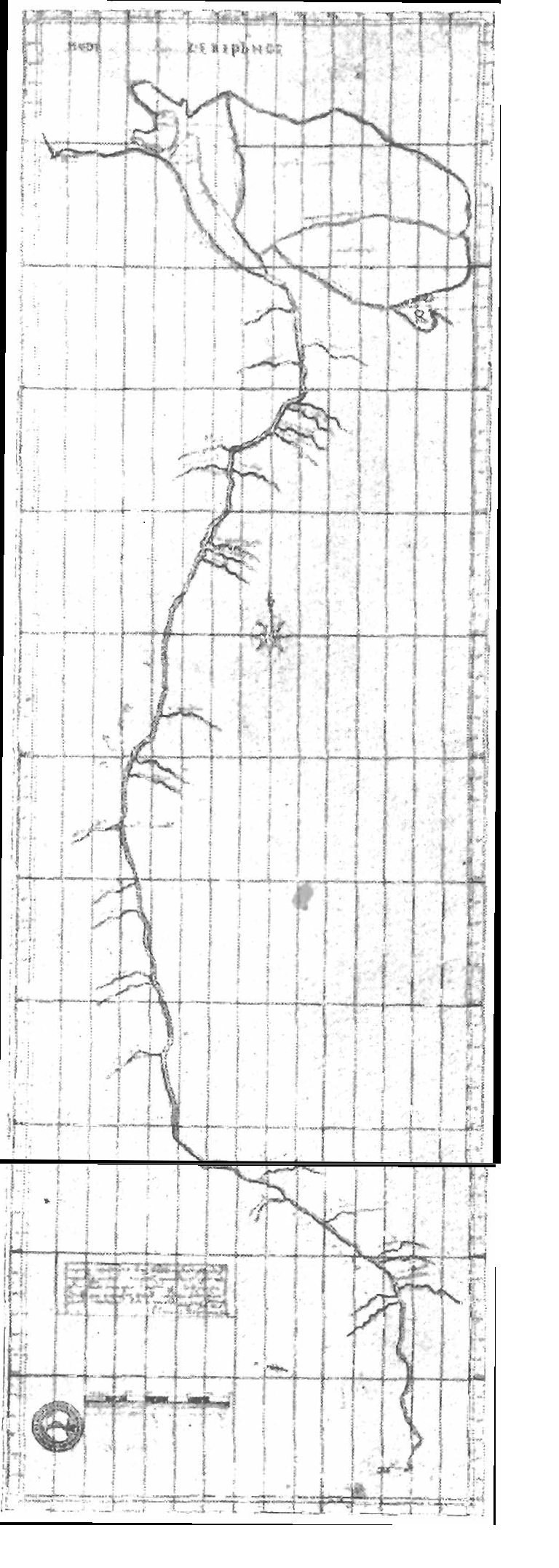
Карта долины реки Лены от Якутска до устья, составлена штурманом Челюскиным во время экспедиции Прончищева в 1735 году

Плавание по Лене прошло благополучно, и 2 августа 1735 года экспедиция достигла острова Столб, от которого начинается дельта Лены. Первоначально Прончищев планировал пройти Крестяцкой протокой, которая вела на запад, но поиски фарватера в ней из-за спада воды не увенчались успехом, поэтому он решил вести дубель-шлюпку Быковской протокой на юго-восток. 7 августа судно стало на якорь в устье этой протоки, ожидая благоприятного ветра.
14 августа 1735 года Прончищев повёл судно в обход Ленской дельты. Через достаточно продолжительное время «Якутск» обогнул дельту Лены и направился вдоль побережья на запад. Прончищев был первым, кто нанёс на карту дельту Лены. Задержка в дельте Лены не позволила Прончищеву далеко продвинуться в первую навигацию. Короткое северное лето заканчивалось, на судне открылась довольно сильная течь, и Прончищев принял решение устроить зимовку в местах, где ещё встречался плавник и можно починить судно. 25 августа отряд остановился на зимовку в устье реки Оленёк вблизи поселения зверопромышленников, выстроив из плавника две избы. Зима прошла благополучно, но в отряде началась цинга.
Весна 1736 года в Усть-Оленёке оказалась поздней, и море очистилось ото льда только к августу. Вопреки возникшим трудностям, летом 1736 года Прончищев продолжил путь вдоль берега на запад. 5 августа 1736 года отряд достиг устья реки Анабары. Геодезист Баскаков, поднявшись вверх по течению реки, обнаружил выходы руды.
17 августа 1736 года у восточного берега Таймыра экспедиция обнаружила острова, названные ими в честь святого Петра. Также был открыт остров Преображения.

Двигаясь в последующие дни дальше на север вдоль края сплошного ледяного припая, держащегося у берега Таймырского полуострова, отряд миновал несколько заливов. Самый северный из заливов Прончищев ошибочно принял за устье реки Таймыры (на самом деле это залив Терезы Клавенес). Побережье было абсолютно пустынным, без малейших признаков жилья. На 77-й широте дорогу деревянному судну окончательно преградили тяжёлые льды, а мороз начал затягивать свободную воду. В эти дни Челюскин писал: 

«В начале сего 9 часа штиль, небо облачно и мрачно, мороз великий и появилась шуга на море, от которой мы в великой опасности, что ежели постоит так тихо одне сутки, то боимся тут и замерзнуть. В глухие льды зашли, что по обе стороны, також и впереди нас великие стоячие гладкие льды. Шли на гребле вёсел. Однако Боже милостив дай Бог нам способного ветру, то оную шугу разнесло».

Вскоре путешественники потеряли из виду берег. Прончищев приказал определить положение судна по навигационным приборам. «Якутск» оказался на 77° 29' с. ш. Это самая северная точка, достигнутая кораблями Великой Северной экспедиции. Лишь 143 года спустя барон Адольф Эрик Норденшельд на судне «Вега» продвинулся в этих местах всего на несколько минут севернее. Путь далее был закрыт. На севере и западе простирались сплошные льды с редкими полыньями, и на дубель-шлюпке пройти их было невозможно. «Якутск» повернул обратно с намерением стать на зимовку в устье Хатанги. Впоследствии было установлено, что экспедиция вошла в пролив Вилькицкого, продвинулась несколько севернее и достигла широты 77 градусов 50 минут. Лишь плохая видимость не позволила участникам экспедиции увидеть архипелаг Северная Земля и крайнюю северную точку Таймыра и всей Евразии — мыс Челюскин.
От высадки в Хатангской губе Прончищев отказался, не обнаружив там поселений, и судно направилось к прежнему Оленёкскому зимовью.

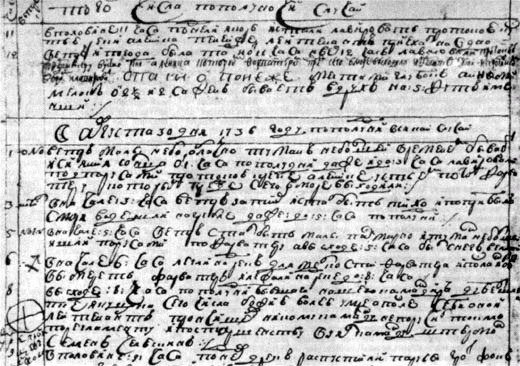
Фрагмент страницы вахтенного журнала «Якутска» от 30 августа 1736 года с сообщением о смерти Прончищева

29 августа Прончищев на шлюпке отправился на разведку. Вернувшись на судно, он потерял сознание и вскоре 30 августа умер. Истинная причина смерти — синдром жировой эмболии вследствие открытого перелома большой берцовой кости левой ноги. Всё это стало известно совсем недавно, после того как экспедиция 1999 года вскрыла могилу путешественника. Ранее считалось, что Прончищев умер от цинги.
Дальнейший путь «Якутск» проделал под командованием штурмана Челюскина. Через несколько дней ему удалось достичь Усть-Оленёкского зимовья, где Прончищева и предали земле. 2 октября «Якутск» встал на зимовье, а Челюскин отправился с докладом в Якутск санным путём. Новым командиром дубель-шлюпки и начальником Ленско-Енисейского отряда был назначен Харитон Лаптев.

### Научный результат экспедиции
Экспедиция внесла большой вклад в исследование Арктики. Прончищев открыл ряд островов на северо-восточном побережье полуострова Таймыр (полуостров) (острова Фаддея, острова Комсомольской правды, острова Петра), северо-восточную часть гор Бырранга.
Экспедиция Прончищева была первой, которая составила точную карту русла реки Лена от Якутска до устья, инструментально определила положение устья Лены, была составлена карта этой реки, сделаны наблюдения над ледовым режимом, приливами, отливами и метеорологическим режимом этой области. Также была составлена карта побережья моря Лаптевых от дельты Лены до залива Фаддея. Общая длина описанной Прончищевым береговой линии моря Лаптевых составила около 500 километров. Попутно был открыт горный кряж  к юго-западу от Усть-Оленёка (впоследствии получил название кряж Прончищева). Прончищев был первым, кто увидел и описал в журнале горы Бырранга (увидел издали с «Якутска», к горам не приближались).

## Супруга путешественника
Жена Прончищева Татьяна Фёдоровна (в девичестве — Кондырева) путешествовала вместе с мужем и стала первой женщиной — участником арктической экспедиции. Венчались Василий и Татьяна по пути в Сибирь — 20 (31) мая 1733 года. Татьяна пережила мужа лишь на 14 дней и умерла 12 (23) сентября 1736 года, предположительно от пневмонии. После смерти Прончищева и его жены оставшиеся в живых участники экспедиции отвезли тела супругов на мыс Тумуль в устье реки Оленёк и там похоронили.
Участие Татьяны Прончищевой в полярной экспедиции было неофициальным. Факт участия и смерти жены Прончищева в экспедиции зафиксирован документально лишь в вахтенном журнале дубель-шлюпки «Якутск», без указания её имени.
В 1913 году картографы гидрографической экспедиции Северного Ледовитого океана назвали именем Прончищевой вновь открытый мыс. Обозначение на карте «М. Прончищевой» (мыс Прончищевой) было при подготовке издания карт воспринято как относящееся к близлежащей бухте и трансформировалось в «бухту М. Прончищевой». В 1921 году «М» было расшифровано в «Марию». Подлинное имя установлено в 1983 году В. В. Богдановым по документам Центрального государственного архива древних актов.

## Память о Прончищевых

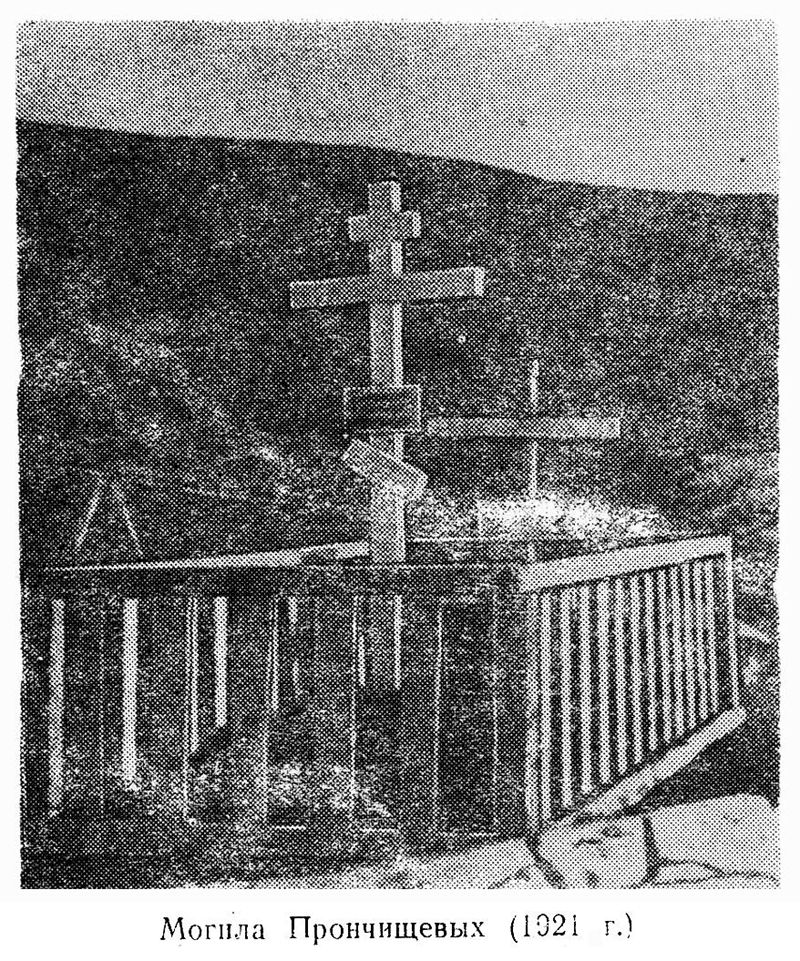
Могила Прончищевых (фотография 1921 года)

Захоронение Прончищевых сохранилось до наших дней. В 1875 году его нашёл геолог А. Л. Чекановский. В 1893 году Э. В. Толль, а в 1921 году гидрограф Н. И. Евгенов восстанавливали крест.
В 1999 году экспедиция Института археологии РАН и Клуба «Приключение» Дмитрия Шпаро произвела эксгумацию и перезахоронение останков супругов Прончищевых; в ходе этой работы была выполнена реконструкция их лиц, были написаны портреты, а также установлены причины смерти Прончищева.
Могила Прончищевых находится в центре посёлка Усть-Оленёк (точные координаты: Широта 72°59’7.55"С Долгота 119°49’12.62"В). Рядом находится полярная станция, работники которой с местными жителями бережно охраняют захоронение как исторический памятник.
- В честь В. В. Прончищева названа часть восточного побережья полуострова Таймыр (полуостров) — берег Прончищева, озеро, река, мыс в восточном Таймыре и горный кряж Прончищева между устьями рек Оленёк и Анабар.
- Бухта Прончищевой в море Лаптевых названа в честь жены Прончищева Татьяны.
- Ледокол-буксир «Василий Прончищев». Спущен на воду в 1961 году.

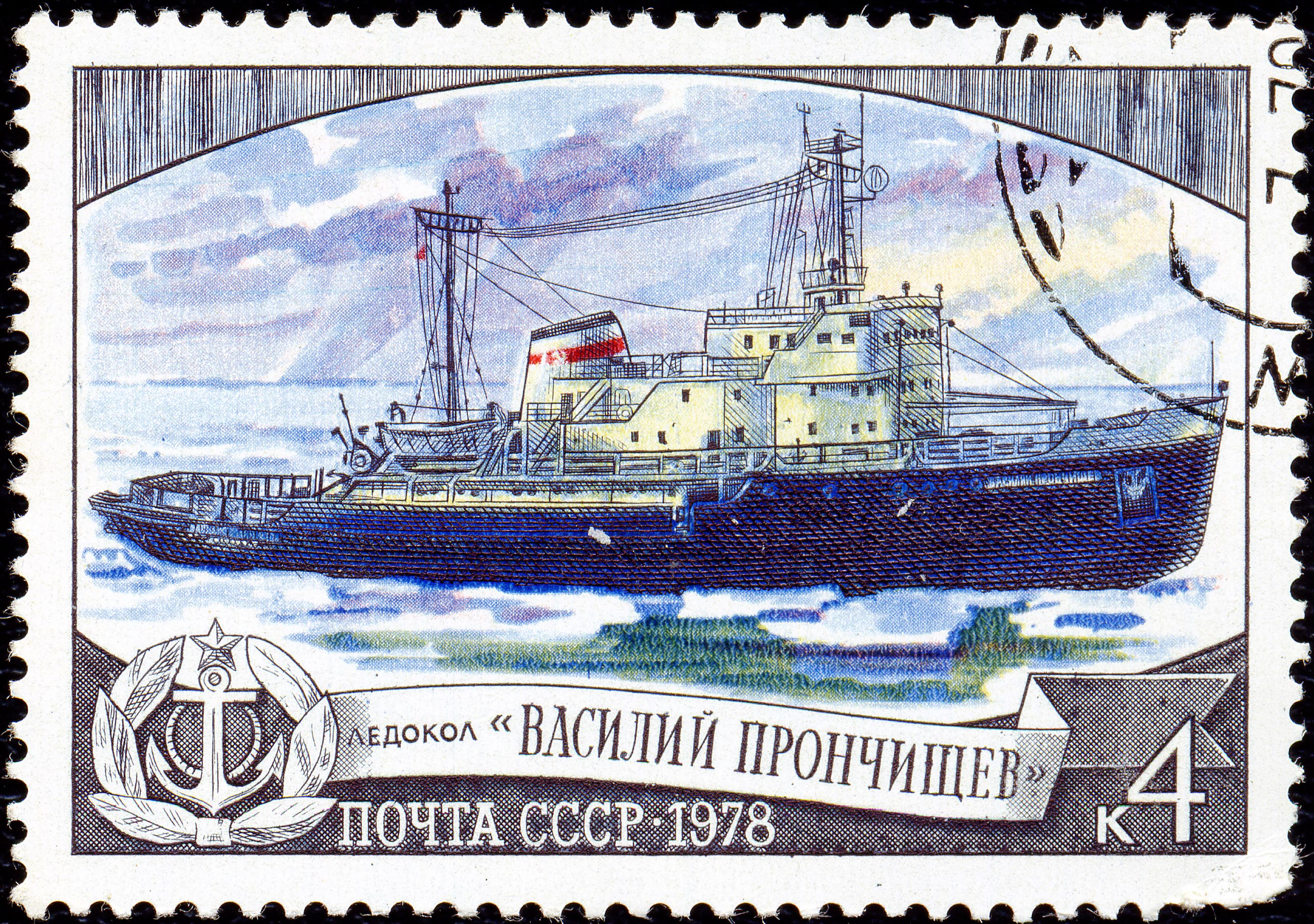
марка СССР «Ледокол Василий Прончищев»

- В Калуге и Тарусе в честь В. В. Прончищева названы улицы.
- в селе Богимово на стене дома родовой усадьбы Прончищевых  установлена памятная доска.
- О судьбе экспедиции и супругов Прончищевых рассказывает пьеса советского драматурга Владимира Фёдорова «Созвездие Марии».
- В 2017 году снят фильм о жизни и подвиге В. В. Прончищева «Первые» (рабочее название — «Созвездие Марии»).
- Сибирский поэт Игнатий Рождественский в 50-е годы XX века написал поэму «Прончищев», посвящённую супругам Прончищевым. Отрывок из неё:

На взморье одинокая могила,

Чугунный крест и пасмурный гранит.

Их жизнь и смерть навек соединила,

Здесь Прончищев с подругою зарыт…